# Bobby Bumps

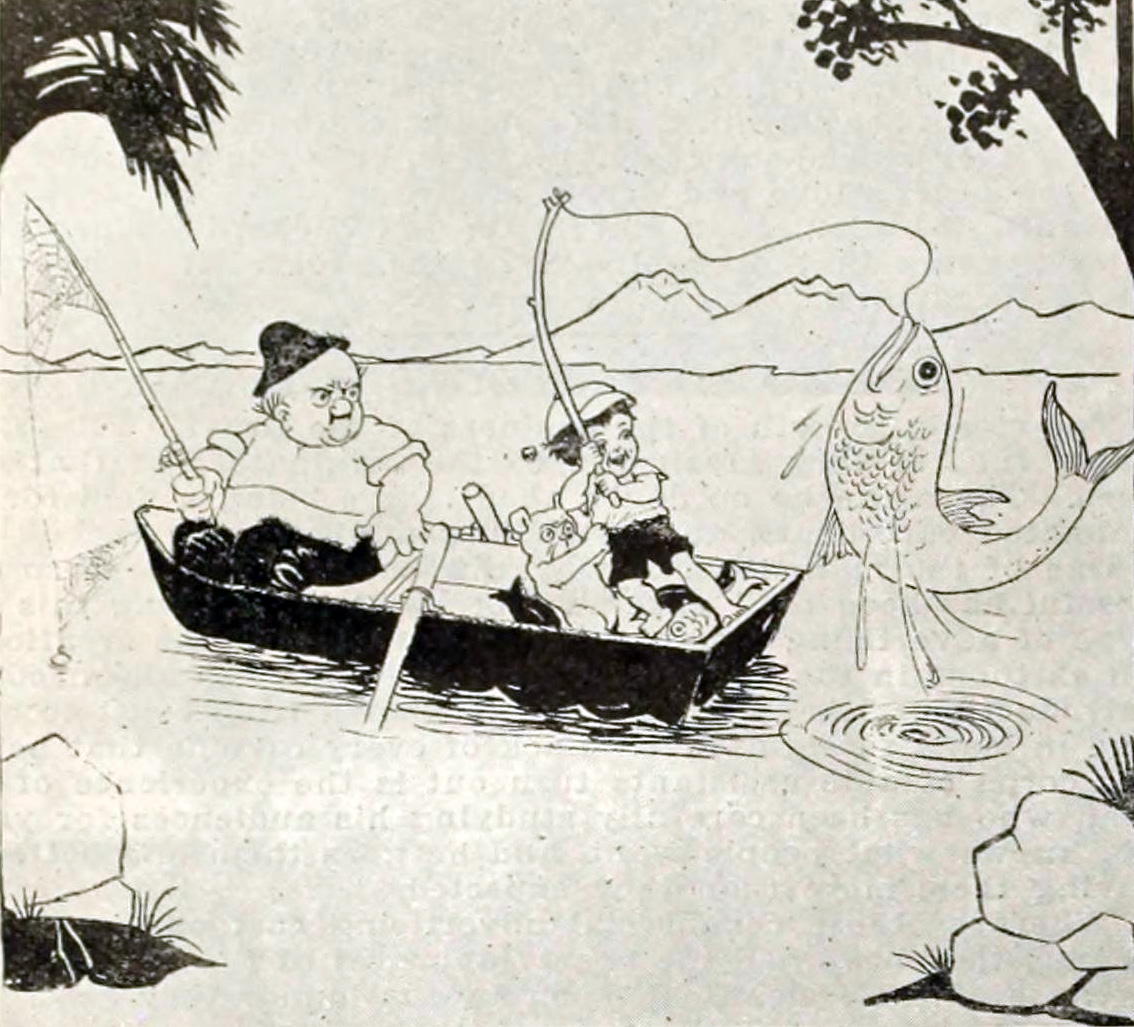
Bobby Bumps Goes Fishing (1916)

Bobby Bumps est le personnage-titre d'une série américaine de dessins animés muets produits par le studio Bray Productions de 1915 à 1925. Inspiré du personnage de bande-dessinée Buster Brown de Richard Felton Outcault, Bobby Bumps est un petit garçon qui fait régulièrement des bêtises, accompagné de son chien Fido. Chaque épisode commence avec l'image d'une main dessinant Bobby, Fido ainsi que l'arrière-plan.
La série est créée par Earl Hurd, qui réalise et/ou anime la plupart des films. Les épisodes de Bobby Bumps sont parmi les premiers films à être produits sur celluloïd. Auparavant, les dessins-animés étaient réalisés sur du papier ordinaire : un nouveau dessin devait donc être fait pour chaque séquence du film. Avec le celluloïd, les personnages sont dessinés sur des feuilles transparentes d'acétate de cellulose, placées ensuite sur un arrière-plan fixe au moment d'être photographiées. Cette méthode a révolutionné l'industrie du dessin-animé. Elle est d'ailleurs brevetée par Earl Hurd et Bray Productions, qui reçoivent un paiement de chaque studios utilisant cette technique jusqu'en 1932.
Les deux premiers films sont sortis en 1915 par Universal, puis les épisodes suivants sont sortis par Paramount Pictures, avant de l'être par Educational Pictures au milieu des années 1920.
L'un des épisodes sorti en 1918, Bobby Bumps Becomes an Ace, se fait l'écho de l'inquiétude du pays face à la Première Guerre mondiale. Dans le film, Bobby rêve qu'il abat des avions de chasse allemands et essaye de couler un U-Boot.

## Filmographie partielle
- 1916 : Bobby Bumps Starts a Lodge
- 1916 : Bobby Bumps at the Circus
- 1916 : Bobby Bumps Queers the Choir
- 1916 : Bobby Bumps Helps a Book Agent
- 1917 : Bobby Bumps in the Great Divide
- 1917 : Bobby Bumps Adopts a Turtle
- 1917 : Bobby Bumps, Office Boy
- 1917 : Bobby Bumps Outwits the Dogsnatcher
- 1917 : Bobby Bumps Volunteers
- 1917 : Bobby Bumps Daylight Camper
- 1917 : Bobby Bumps Submarine Chaser
- 1917 : Bobby Bumps' Fourth
- 1917 : Bobby Bumps' Amusement Park
- 1917 : Bobby Bumps, Surf Rider
- 1917 : Bobby Bumps Early Shopper
- 1917 : Bobby Bumps Starts for School
- 1917 : Bobby Bumps' World Serious
- 1917 : Bobby Bumps, Chef
- 1917 : Bobby Bumps and Fido's Birthday Party
- 1917 : Bobby Bumps' Tank
- 1918 : Bobby Bumps' Disappearing Gun
- 1918 : Bobby Bumps at the Dentist
- 1918 : Bobby Bumps' Fight
- 1918 : Bobby Bumps on the Road
- 1918 : Bobby Bumps Caught in the Jamb
- 1918 : Bobby Bumps Out West
- 1918 : Bobby Bumps Films a Fire
- 1918 : Bobby Bumps Becomes an Ace
- 1918 : Bobby Bumps on the Doughnut Trail
- 1918 : Bobby Bumps and the Speckled Death
- 1918 : Bobby Bumps' Incubator
- 1918 : Bobby Bumps in Before and After
- 1918 : Bobby Bumps Puts a Beanery on the Bum
- 1919 : Bobby Bumps' Last Smoke
- 1919 : Bobby Bumps' Lucky Day
- 1919 : Bobby Bumps' Night Out with Some Night Owls
- 1919 : Bobby Bumps' Pup Gets the Flea-enza